# Alicia Jurado
Alicia Jurado (Buenos Aires, 22 de mayo de 1922 - Buenos Aires, 9 de mayo del 2011) fue una escritora y académica argentina. Hija única de José Antonio Jurado y de Ilve Fernández Blanco, vivió su primera infancia en la estancia El Retiro, en cercanías de Pardo, provincia de Buenos Aires para después mudarse a la ciudad de Buenos Aires. Cursó sus estudios en el Liceo Nacional de Señoritas N°1, hablaba el inglés y el francés, sabía el italiano y comprendía el alemán, si bien la mayor parte de sus lecturas las hacía en inglés, antes que en francés o castellano, escribió sus obras en este último idioma. Colaboradora y amiga tanto de Victoria Ocampo como de Jorge Luis Borges, escribió junto a éste la obra Qué es el budismo.

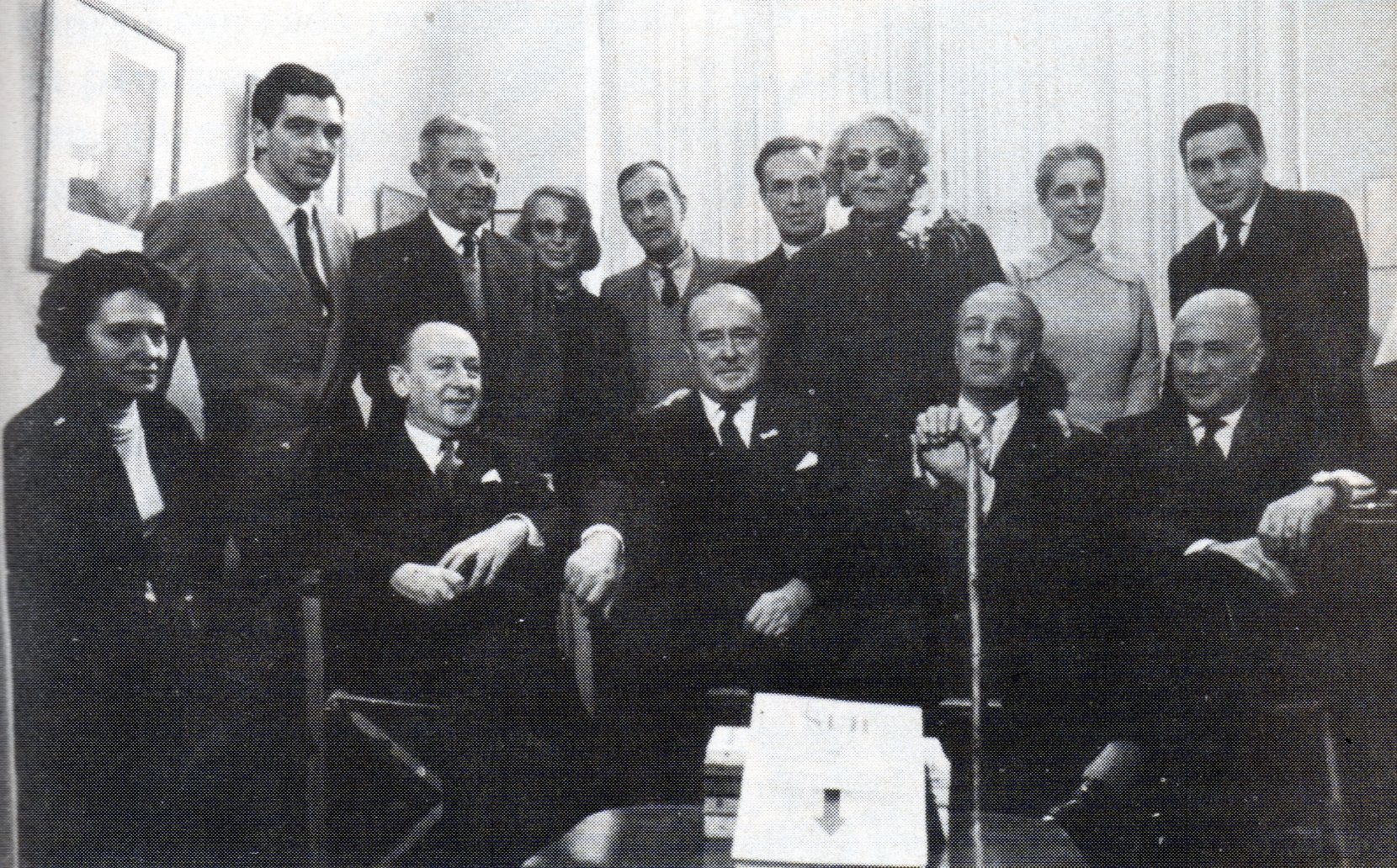
Victoria Ocampo posa junto al equipo de la revista, entre otros se ven Silvina Ocampo, Bioy Casares, Borges, Alicia Jurado y Enrique Pezzoni

## Familia
Casada en 1944 con el abogado Eduardo Tiscornia, tuvo dos hijos: Federico ( 1946 - 1975, ingeniero agrónomo) y Cecilia (1947 - médica). Se divorciaron legalmente en 1953.

## Carrera
Antes de dedicarse a la escritura se recibió de licenciada en Ciencias Naturales, en la Universidad de Buenos Aires, realizó una biografía de William Henry Hudson en Inglaterra y Estados Unidos, mediante la beca Guggenheim, que publicó en 1971 y de Robert Bontine Cunninghame Graham, mediante la beca de la Fundación Fulbright, que se publicó en 1978.
En 1980 fue nombrada miembro de número de la Academia Argentina de Letras y ocupó el lugar que dejó vacante Victoria Ocampo; además era miembro de la Real Academia Española y miembro correspondiente de la Academia Chilena de la Lengua desde noviembre de 1988. 
Recibió distinciones como el Primer Premio Municipal de Novela y de Ensayo, la Faja de Honor de la SADE (1961) y el Premio Interamericano Alberti-Sarmiento (1975).
Escribió la primera biografía de Jorge Luis Borges, titulada Genio y figura de Borges, que tuvo varias reediciones.

## Obra
- 1961 - La cárcel y los hierros
- 1964 - Genio y figura de Jorge Luis Borges
- 1965 - Leguas de polvo y sueño
- 1967 - En soledad vivía
- 1968 - Los rostros del engaño
- 1971 - Vida y obra de W. H. Hudson
- 1974 - El cuarto mandamiento
- 1976 - Qué es el budismo (con J. L. Borges)
- 1978 - El escocés errante
- 1981 - Los hechiceros de la tribu
- 1989 - Descubrimiento del mundo
- 1990 - El mundo de la palabra
- 1992 - Las despedidas
- 1999 - Trenza de cuatro
- 2001 - Revisión del pasado
- 2003 - Epílogo (Memorias 1992 - 2002)
- 2006 - Poemas de Juventud